# Anochetus brevis
Anochetus brevis é uma espécie de formiga do gênero Anochetus, pertencente à subfamília Ponerinae.